# William Nicholson (peintre)
Pour les articles homonymes, voir William Nicholson et Nicholson.
William Nicholson (1872 - 1949) est un peintre graveur et illustrateur britannique entre autres de livres pour enfants.

## Biographie
Fils de William Newzam Nicholson (1816-1899), industriel et membre du parlement, et d'Annie Elizabeth Prior, William Nicholson reçut d'abord l'enseignement du peintre paysagiste anglais William Cubley (1816-1896) avant d'intégrer l'école d'art de Hubert von Herkomer où il rencontra Mabel Pryde (1871-1918), qu'il épousa quelque temps plus tard et qui devint également peintre. Elle donna naissance à Ben Nicholson, l'un des maîtres de l'art abstrait à ses débuts et à trois autres enfants : Antony (1897-1918), Anne Mary (1899-1978) qui épousa le poète Robert Graves et enfin, Christopher (1904-1948) qui devint designer.
Durant l'automne 1891, William Nicholson est à Paris, pour suivre les cours de l'Académie Julian, avant de s'en retourner vivre à Newark. En 1894, il ouvre un atelier avec l'artiste James Pryde, le frère de sa future épouse : tous deux signent leurs travaux «  J. W. Beggarstaffs » et produisent pendant sept années une importante quantité d'affiches très marquées par le style Art nouveau mais qui s'en distinguent nettement par une utilisation novatrice des traits et des aplats.
Entre 1898 et 1900, plusieurs ouvrages de Nicholson paraîtront chez des éditeurs français et Jules Chéret reproduit six des affiches du duo dans sa revue Les Maîtres de l'affiche (1895-1900). En avril 1905, il expose à la galerie Barbazanges.
En 1919, William se remarie avec Édith Stuart-Wortley, également peintre. Ils eurent une fille, Liza. Les premiers livres pour enfants de William Nicholson datent de cette époque.
En 1928, il remporte la médaille d'or catégorie « arts graphiques » dans le cadre des compétitions artistiques lors des Jeux olympiques d'Amsterdam.
De 1935 à sa mort, William vécut avec la romancière anglaise Marguerite Steen (1894-1975).
En 1936, il est fait chevalier.

## Œuvre

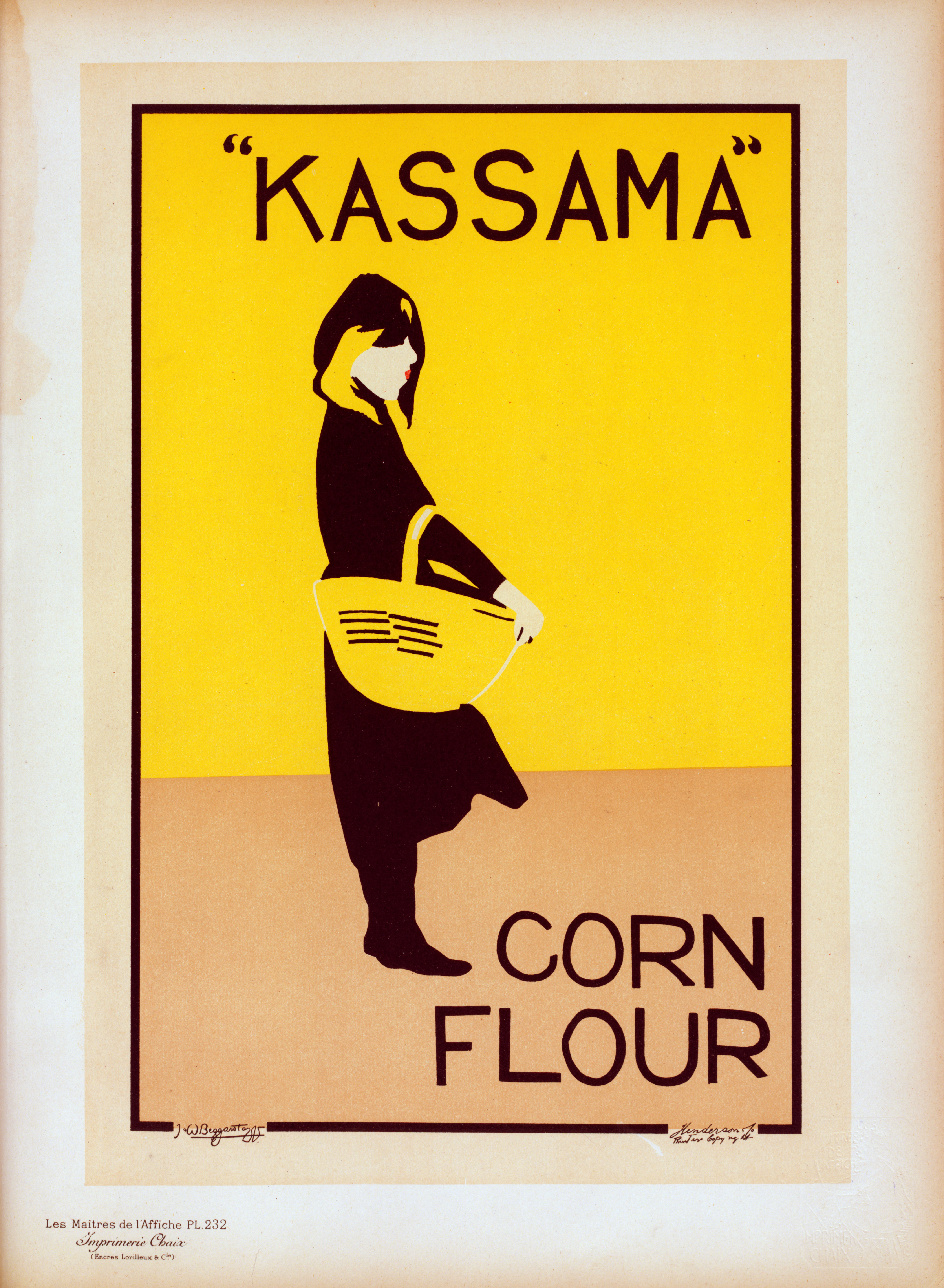
Kassama Corn Flour, affiche lithographiée (avant 1900).

### Illustrations
Entre 1893 et 1899, Nicholson et James Pryde créent des affiches, utilisant des techniques comme le bois gravé. Ce duo fut également connu sous le nom de The Beggarstaff Brothers et marqua l'Art nouveau. Nicholson illustra de nombreux ouvrages, dont les premiers de Robert Graves, et ceux, destinés à la jeunesse, de Margery Williams. En 1904, il exécute les premières gravures pour l'ouvrage Peter Pan de J. M. Barrie. 

#### Auteur et illustrateur
- An Alphabet, Londres, William Heinemann, 1898
- Twelve Portraits, Londres, William Heinemann, 1899
- Douze portraits, Paris, Éditions Henri Floury, 1899
- Characters of Romance, Londres, William Heinemann, 1900
- Twelve Portraits – Second Series, Londres, William Heinemann, 1902
- Clever Bill, Londres, William Heinemann, 1926
- The Pirate Twins, Londres, Faber & Faber, 1929
- The Book of Blokes, Londres, Faber & Faber, 1929

#### Illustrateur
- An Almanac of Twelve Sports, poèmes de Rudyard Kipling, Londres, William Heinemann, 1897
- Almanach de douze sports 1898, avec une étude d'Octave Uzanne, Paris, Société française d'éditions d'art L.-Henry May, 1898
- London Types, poèmes de William Ernest Henley, Londres, William Heinemann, 1898
- Types de Londres, texte d'Octave Uzanne, Paris, Chez Henry Floury éditeur, 1898
- Tony Drum: a Cockney Boy d'Edwin Pugh, avec 10 planches signées Beggarstaff Brothers, Londres, William Heinemann, 1898
- The Square Book of Animals, poèmes d'Arthur Waugh, Londres, William Heinemann, 1900 [1899]
- Oxford, notes d'Arthur Waugh, Londres, Stafford Gallery, 1905
- The Velveteen Rabbit, or, How Toys Became Real de Margery Williams, Londres, William Heinemann, 1922

### Peintures
Encouragé par Whistler à partir de 1900, il se consacre à la peinture et commence d'exposer, essentiellement des portraits, des natures mortes et des paysages. À ses débuts, son style est influencé par le peintre anglais Joseph Crawhall (1861-1913). Il dessina également quelques vitraux dont ceux de l'église St Andrew située à Mells (Somerset).
Le Musée des Beaux-Arts et d'Archéologie Joseph-Déchelette de la ville de Roanne possède un portrait de Nicholson : L'actrice Sarah Bernhardt, 1897.

## Rétrospectives notables
- 1972 : William Nicholson Centenary Exhibition, galerie Roland, Browse and Delbanco, Londres, festival d'Aldeburgh
- 1980 : William Nicholson: Paintings, Drawings and Prints, Arts Council of Great Britain, Fitzwilliam Museum, Cambridge
- 1983 : William Nicholson: segno e immagine in un'ottica vittoriana, Palazzo Venezia, Rome
- 1998 : William Nicholson, das graphische Werk: 1895–1905,	Kunsthalle Darmstadt, Darmstadt
- 2004 : William Nicholson (1872–1949): British Painter and Printmaker, Royal Academy of Arts, Londres